# Spalax ehrenbergi
Spalax ehrenbergi е вид бозайник от семейство Слепи кучета (Spalacidae).

## Разпространение
Видът е разпространен в Египет, Израел, Йордания, Либия, Ливан, Сирия и Турция.